# Sinopec

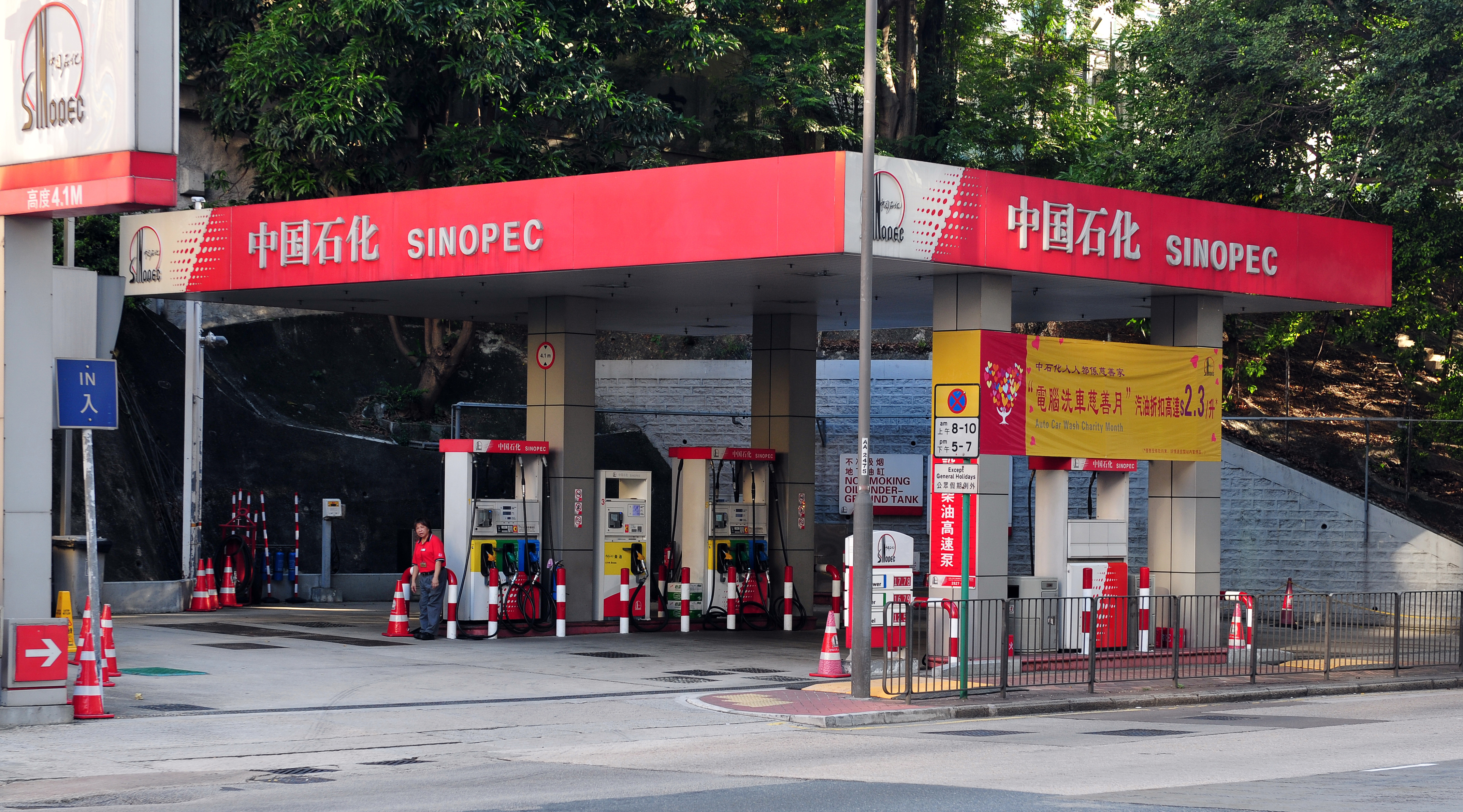
Sinopec tại Hồng Kông

Tập đoàn Hóa chất và Dầu khí Trung Quốc (tiếng Trung: 中国石油化工股份有限公司; Hán-Việt: Trung Quốc thạch du hoá công cổ phần hữu hạn công ty) hay Sinopec Limited (giản thể: 中国石化; phồn thể: 中國石化; bính âm: Zhōngguó Shíhuà) là công ty dầu khí của Trung Quốc có trụ sở tại Bắc Kinh, Trung Quốc. Sinopec là công ty lớn thứ năm thế giới xét về doanh thu. Tập đoàn mẹ của Sinopec Limited - Sinopec Group - là một trong những công ty dầu mỏ lớn nhất Trung Quốc có trụ sở tại quận Triều Dương, Bắc Kinh. Các ngành kinh doanh của Sinopec là khai thác, lọc, buôn bán khí và dầu; sản xuất và kinh doanh chất hóa dầu, sợi hoá học, phân bón hoá học và các sản phẩm hoá chất khác; lưu trữ và vận chuyển bằng đường ống dầu thô và khí thiên nhiên; kinh doanh xuất nhập khẩu dầu thô, khí thiên nhiên, các sản phẩm lọc hoá dầu và các hoá chất khác. Năm 2011, công ty xếp thứ 5 về doanh số trong Forbes Global 2000.